# Rivolta di Himara (1912)
La rivolta di Himara (in greco Εξέγερση της Χειμάρρας?), fu una rivolta greca durante la prima guerra balcanica avvenuta nella regione di Himara (Himarë, oggi nell'Albania meridionale), il 18 novembre [5 novembre del calendario giuliano] 1912. La rivolta rovesciò con successo le forze ottomane della regione, assicurando così l'area costiera tra Saranda e Valona all'esercito ellenico.

## Contesto
Durante la prima guerra balcanica (1912-1913), il fronte dell'Epiro era di secondaria importanza per la Grecia dopo il fronte macedone. Lo sbarco a Himara, nella parte retrostante dell'esercito ottomano, fu pianificato come un'operazione indipendente dal resto del fronte dell'Epiro. Il suo scopo era quello di assicurare l'avanzata delle forze greche nelle regioni settentrionali dell'Epiro. Il successo di tale iniziativa si basava principalmente sulla superiorità della marina greca nel Mar Ionio e sul decisivo sostegno della popolazione greca locale.
All'inizio di ottobre 1912, il maggiore della gendarmeria Spyros Spyromilios, originario di Himara, si trasferì nell'isola greca di Corfù, di fronte a Himara. La sua missione era quella di organizzare gruppi di volontari composti da greci dell'Epiro settentrionale. Ricevette anche l'ordine dal governo greco di comunicare con i bey albanesi locali delle regioni circostanti. Questa unità fu in seguito rafforzata da ulteriori 200 volontari greci provenienti da Creta (con i comandanti cretesi Galeros, Papagiannakis e Polixigis) inviati dal generale Konstantinos Sapountzakis, comandante dell'esercito greco sul fronte dell'Epiro.

## Conflitti

### Fine del dominio ottomano

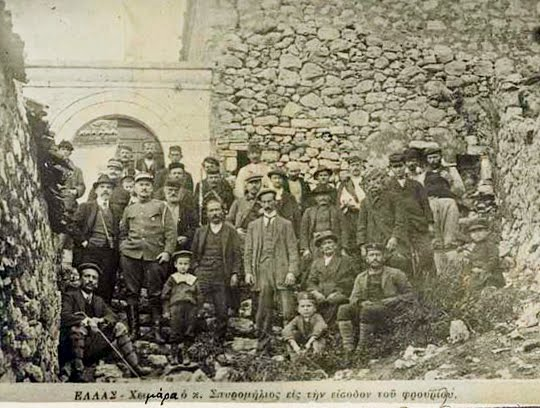
Spyromilios e Himarioti locali davanti al castello di Himara.

Il 15 novembre furono ricevuti gli ordini urgenti dal quartier generale dell'esercito ellenico per lo sbarco immediato nella regione di Himara. L'operazione di sbarco iniziò alle 07:30 del 18 novembre, nella baia di Spilia nei pressi della cittadina di Himara. La forza volontaria di sbarco non incontrò alcuna resistenza. Immediatamente fu divisa in due gruppi: il primo gruppo composto da volontari locali si avvicinò alla città di Himara da nord, mentre il secondo gruppo composto da cretesi si avvicinò dalla direzione opposta. Non appena il primo gruppo entrò in città, fu preso di mira dal quartier generale dell'amministrazione ottomana locale, dove era presidiata la guardia ottomana. Infine, dopo l'arrivo del secondo gruppo, si verificò un breve scontro che si concluse con la resa degli ottomani.
Immediatamente, dopo che la città fu messa in sicurezza, il capo della forza volontaria, Spyros Spyromilios, issò la bandiera greca nell'ex quartier generale ottomano, segnando così la fine dell'amministrazione ottomana.
Non appena si diffuse la notizia sul buon funzionamento della forza greca, gli abitanti armati dai villaggi circostanti, Drymades, Kiparo, Palasa, Kudesi, Vouno apparirono a Himara, dichiarando a Spyromilios che lo avrebbero sostenuto nel suo movimento per l'incorporazione del resto dell'Epiro controllato dagli ottomani in Grecia.

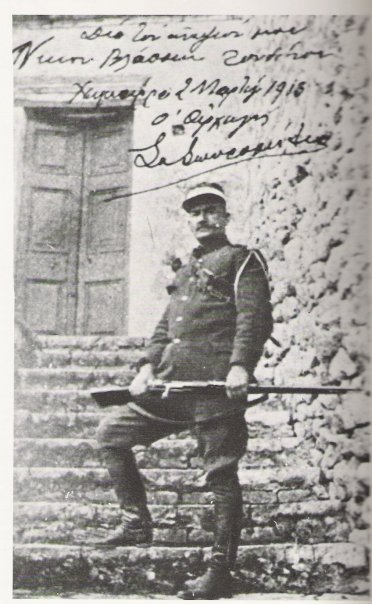
Spyros Spyromilios a Himara.

### Messa in sicurezza della regione
Per assicurarsi il controllo della regione contro un possibile contrattacco, Spyromilios ordinò alle unità cretesi di spostarsi immediatamente nella posizione strategica del passo di Llogara. Il passo si trovava a nord-ovest di Himara e in direzione di Valona. Dopo essere passati alle loro nuove posizioni, i gruppi cretesi si resero conto che un certo numero di irregolari albanesi ottomani erano lì di stanza, mentre un tentativo di cacciarli, il 24 novembre, non ebbe successo.
Spyromilios suggerì anche al primo ministro greco Eleftherios Venizelos che la città costiera di Valona sarebbe dovuta passare sotto il controllo greco, ma quest'ultimo rispose negativamente nel timore che ciò potesse innescare l'intervento militare italiano.
Gli attacchi albanesi contro Himara furono avviati dopo la Dichiarazione di Indipendenza albanese a Valona, il 28 novembre. Tuttavia, i difensori riuscirono a respingerli e l'area rimase sotto il controllo greco fino alla fine delle guerre balcaniche. In un'occasione in cui il quartier generale greco si aspettava nell'area un attacco su vasta scala, ordinò a Spyromilios di ritirarsi, il quale, tuttavia, rifiutò l'ordine e rimase nella regione organizzando con successo la difesa locale.

## Conseguenze
In base al Protocollo di Firenze, firmato il 17 dicembre 1913, la regione dell'Epiro settentrionale, di cui Himarë faceva parte, fu assegnata all'Albania. Questa decisione innescò una serie di eventi che portarono alla proclamazione della Repubblica Autonoma dell'Epiro del Nord ad Argyrokastro da parte della popolazione greca locale.